# Schizotetranychus fauveli
Schizotetranychus fauveli är en spindeldjursart som beskrevs av Gutierrez 1978. Schizotetranychus fauveli ingår i släktet Schizotetranychus och familjen Tetranychidae. Inga underarter finns listade i Catalogue of Life.